# Adria Arjona
Adria Arjona, född 25 april 1992 i Puerto Rico, är en amerikansk skådespelare.
Arjona har bland annat medverkat i TV-serierna True Detective från 2015, Emerald City från 2017 och Andor från 2022. Hon har även medverkat i filmen Morbius från 2022.

## Filmografi (i urval)
- 2015 – True Detective (TV-serie)
- 2017 – Emerald City (TV-serie)
- 2022 – Andor (TV-serie)
- 2022 – Morbius
- 2023 – Hit Man
- 2024 – Blink Twice
- 2025 – Splitsville